# بلدية ماكامبا
بلدية ماكمبا هي بلدية من مقاطعة ماكامبا في جنوب بوروندي. تقع العاصمة في ماكامبا.